# سيلان (نصل)

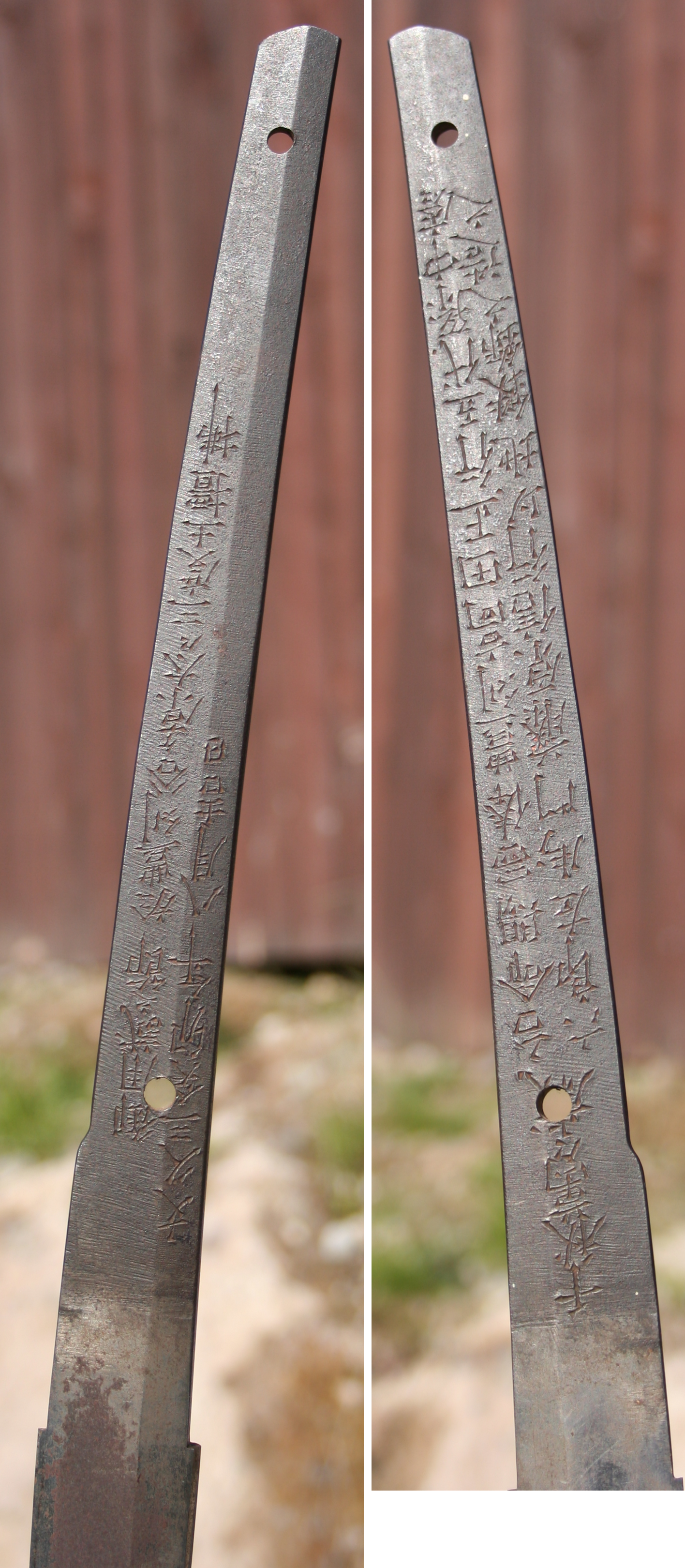
وجهان من سيلا على كَتانة يابانية

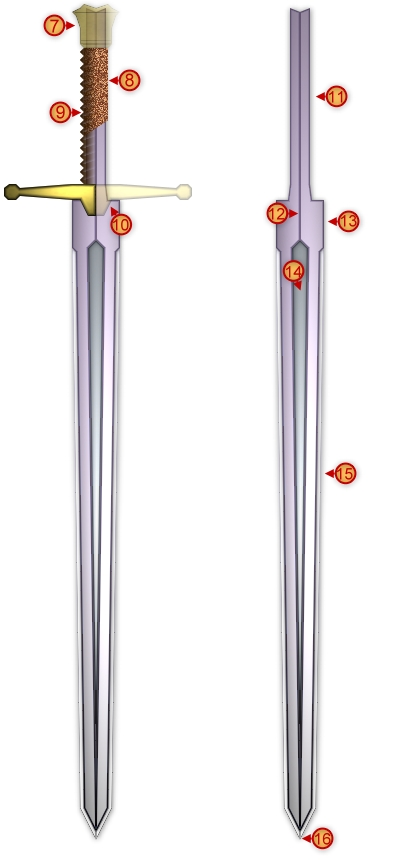
السِّيلان هو القسم ذو الرقم ١١

السِّيلان هو الجزء الخلفي من مكون النصل حيث يمتد ويدخل في المقبض - مثل السكين أو السيف أو الرمح أو الفوقة (رأس السهم) أو الإزميل أو المِبرد أو المِحَش أو مفك البراغي إلخ  يمكن للمرء تصنيف تصميمات السيلان المختلفة من خلال مظهرها والطريقة التي تُعلق بها على المقبض وطولها بالنسبة للمقبض.